# Isho, Kōkai.
Isho, Kōkai. (遺書、公開。 Di thư trên bàn) là một loạt manga của Nhật Bản được viết và minh họa bởi Toutarou Minami. Bộ truyện được tuần tự hóa trong tạp chí Monthly Gangan Jokercủa Square Enix từ tháng 9 năm 2017 đến tháng 1 năm 2022. Một bộ phim hành động trực tiếp được công chiếu tại các rạp chiếu phim Nhật Bản vào tháng 1 năm 2025.

## Nhân vật
Ikenaga Shūya (池永柊夜)
Thủ vai bởi: Hokuto Yoshino
Chikage Seiichi (千蔭清一)
Thủ vai bởi: Ryubi Miyase
Hatsukaichi Kurumi (廿日市くるみ)
Thủ vai bởi: Sara Shida
Akazuki Masato (赤崎理人)
Thủ vai bởi: Minato Matsui
Mikado Rina (御門凛奈)
Thủ vai bởi: Akari Takaishi
Himeyama Tsubaki (姫山椿)
Thủ vai bởi: Miona Hori
Kaihara Makoto (甲斐原誠)
Thủ vai bởi: Shugo Oshinari

## Truyền thông

### Manga
Được viết và minh họa bởi Toutarou Minami, Isho, Kōkai. được tuần tự hoá trong tạp chí Monthly Gangan Joker của Square Enix từ ngày 22 tháng 9 năm 2017 đến ngày 21 tháng 1 năm 2022. Các chương của truyện được tổng hợp thành chín tập tankōbon phát hành từ ngày 22 tháng 3 năm 2018 đến ngày 22 tháng 2 năm 2022.
Bộ này được xuất bản bằng tiếng Anh trên ứng dụng Manga Up! Global của Square Enix.
| # | Ngày phát hành       | ISBN              |
| - | -------------------- | ----------------- |
| 1 | 22 tháng 3 năm 2018  | 978-4-7575-5669-0 |
| 2 | 22 tháng 6 năm 2018  | 978-4-7575-5759-8 |
| 3 | 21 tháng 12 năm 2018 | 978-4-7575-5956-1 |
| 4 | 22 tháng 5 năm 2019  | 978-4-7575-6149-6 |
| 5 | 22 tháng 1 năm 2020  | 978-4-7575-6474-9 |
| 6 | 22 tháng 6 năm 2020  | 978-4-7575-6707-8 |
| 7 | 22 tháng 1 năm 2021  | 978-4-7575-7042-9 |
| 8 | 20 tháng 8 năm 2021  | 978-4-7575-7429-8 |
| 9 | 22 tháng 2 năm 2022  | 978-4-7575-7749-7 |

### Phim hành động trực tiếp
Một bộ phim chuyển thể trực tiếp đã được công bố vào ngày 21 tháng 10 năm 2024. Bộ phim được Tsutomu Hanabusa đạo diễn, với kịch bản được viết bởi Osamu Suzuki. Bộ phim được công chiếu tại các rạp chiếu phim Nhật Bản vào ngày 31 tháng 1 năm 2025.

## Tiếp thị
Là một phần của các khuyến nghị năm 2024, người dùng MyAnimeList đề xuất bộ truyện cho cốt truyện/nghệ thuật độc đáo của nó.